# Karen Barad
Karen Barad (/bəˈrɑːd/; 29 de abril de 1956) é uma física e teórica feminista estadunidense, conhecida principalmente pelo desenvolvimento da teoria do realismo agencial. Autora de Meeting the Universe Halfway: Quantum Physics and the Entanglement of Matter and Meaning, é professora de Estudos Feministas, Filosofia e História da Consciência na Universidade da Califórnia em Santa Cruz. Seus principais tópicos de pesquisa concentram-se em filosofia continental, filosofia da física, estudos culturais, teoria feminista e física quântica.
Barad é doutora em Física Teórica pela Universidade Stony Brook. Sua tese apresentou métodos computacionais para quantificar propriedades de quarks e outros férmions e nos quadros das teorias de gauge na rede. Ela também faz parte do conselho editorial das revistas Catalyst: feminism, theory, technoscience e Signs.

### Livros
alemão
- Barad, Karen (2012). Agentieller Realismus: Über die Bedeutung materiell-diskursiver Praktiken [Agential Realism: On the Importance of Material-Discursive Practices] (em alemão). 45. Berlin: Suhrkamp. ISBN 9783518260456
- Barad, Karen (2015). Verschränkungen [Entanglements] (em alemão). Traduzido por Theodor, Jennifer Sophia. Berlin: Merve. 224 páginas. ISBN 978-3-88396-353-2

inglês
- Barad, Karen (2007). Meeting the Universe Halfway: Quantum Physics and the Entanglement of Matter and Meaning. Durham, North Carolina: Duke University Press. ISBN 9780822339175

### Capítulos de livros
alemão
- Barad, Karen (2012), «Was ist das Maß des Nichts? Unendlichkeit, Virtualität, Gerechtigkeit [What is the measure of nothingness? Infinity, virtuality, justice] (book number 099)», in:  Arnheim, Rudolf, dOCUMENTA (13) 100 Notizen – 100 Gedanken [dOCUMENTA (13) 100 notes – 100 thoughts], ISBN 9783775731294 (em alemão e inglês), Ostfildern: Hatje Cantz
- Barad, Karen (2013), «Diffraktionen: Differenzen, Kontingenzen und Verschränkungen von Gewicht [Diffraction: differences, contingencies and entanglement of weight]», in:  Bath, Corinna; Meißner, Hanna; Trinkhaus, Stephan; Völker, Susanne, Geschlechter Interferenzen Wissensformen - Subjektivierungsweisen - Materialisierungen, ISBN 9783643109040 (em alemão), Berlin / Münster: Lit Verlag, pp. 27–68.

inglês
- Barad, Karen (1997), «Meeting the universe halfway: realism and social constructivism without contradiction», in:  Nelson, Lynn Hankinson; Nelson, Jack, Feminism, science, and the philosophy of science, ISBN 9780792346111, Dordrecht Boston: Kluwer Academic Publishers, pp. 161–194.
- Barad, Karen (1999), «Agential realism: feminist interventions in understanding scientific practices (1998)», in:  Biagioli, Mario, The science studies reader, ISBN 9780415918688, New York, New York: Routledge, pp. 1–11.
- Barad, Karen (2000), «Reconceiving scientific literacy as agential literacy, or learning how to intra-act responsibly within the world», in:  Traweek, Sharon; Reid, Roddey, Doing science + culture, ISBN 9780415921121, New York: Routledge, pp. 221–258.
- Barad, Karen (2001), «Re(con)figuring space, time, and matter», in:  DeKoven, Marianne, Feminist locations: global and local, theory and practice, ISBN 9780813529233, New Brunswick, New Jersey: Rutgers University Press, pp. 75–109.
- Barad, Karen (2008), «Schrödinger's cat», in:  Smelik, Anneke; Lykke, Nina, Bits of life: feminism at the intersections of media, bioscience, and technology, ISBN 9780295988092, Seattle: University of Washington Press, pp. 165–176.
- Barad, Karen (2008), «Queer causation and the ethics of mattering», in:  Giffney, Noreen; Hird, Myra J., Queering the non/human, ISBN 9780754671282, Aldershot, Hampshire, England Burlington, Vermont: Ashgate, pp. 311–338.

### Artigos
- Barad, Karen (1998). «Getting real: technoscientific practices and the materialization of reality». differences: A Journal of Feminist Cultural Studies. 10 (2): 87–128. OCLC 95847344 Abstract.
- Barad, Karen (2003). «Posthumanist performativity: toward an understanding of how matter comes to matter». Signs. 28 (3): 801–831. doi:10.1086/345321
- Barad, Karen (Novembro de 2010). «Quantum entanglements and hauntological relations of inheritance: dis/continuities, spacetime enfoldings, and justice-to-come». Derrida Today. 3 (2): 240–268. CiteSeerX 10.1.1.463.6560. doi:10.3366/drt.2010.0206
- Barad, Karen (2012). «On touching – the inhuman that therefore I am». differences: A Journal of Feminist Cultural Studies. 23 (3): 206–223. doi:10.1215/10407391-1892943
- Barad, Karen (2012). «Nature's queer performativity». Kvinder, Køn & Forskning. 1–2: 25–53